# Simfonia núm. 5 (Beethoven)
La Simfonia núm. 5 en do menor de Ludwig van Beethoven, op. 67, fou escrita entre 1804 i 1808. És una de les composicions més conegudes de la música clàssica i una de les simfonies més tocades, i és considerada una de les pedres angulars de la música occidental. Representada per primera vegada al Theater an der Wien de Viena el 1808, l'obra va aconseguir la seva prodigiosa reputació poc després. ETA Hoffmann va qualificar la simfonia com "una de les obres més importants de l'època". Com és típic de les simfonies durant el període clàssic, la Cinquena Simfonia de Beethoven té quatre moviments.
Comença amb un motiu distintiu "curt-curt-curt-llarg" de quatre notes:
La simfonia, i el motiu d'obertura de quatre notes en particular, són àmpliament coneguts, i per això el motiu apareix amb freqüència a la cultura popular, i es pot trobar tant en versions disco com en versions de rock and roll, així com en el cinema i la televisió.
Com l'Eroica (heroica) i la Pastorale (rural) de Beethoven, la Simfonia núm. 5 va rebre un nom explícit a més de la numeració, encara que no li va posar el mateix Beethoven. Es va popularitzar sota el nom de "Schicksals-Sinfonie" (Simfonia del destí), i el famós tema de cinc barres es va anomenar "Schicksals-Motiv" (Motiu del destí). Aquest nom també s'utilitza a les traduccions.

## Història

### Desenvolupament

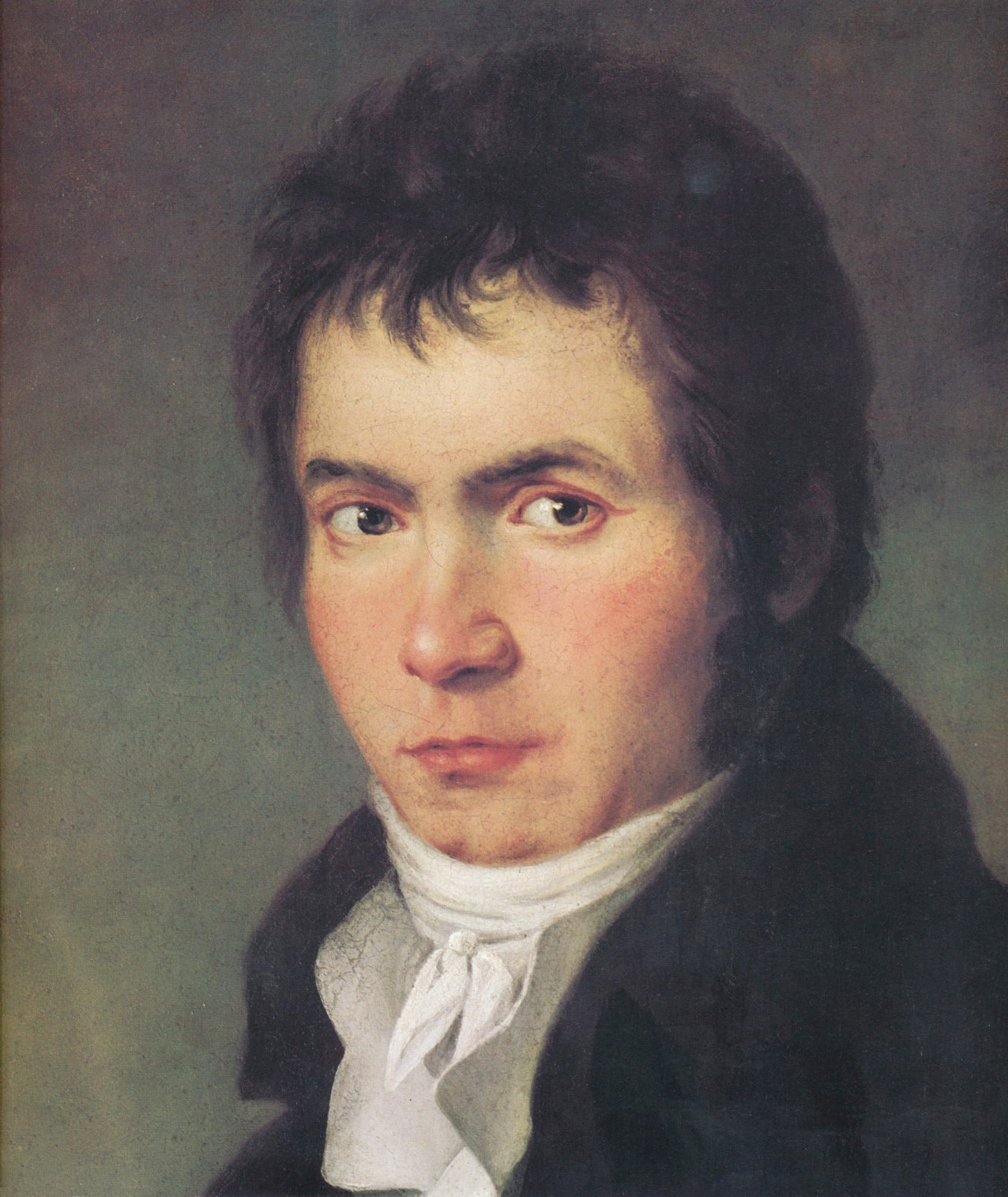
Beethoven el 1804, any en què va començar a treballar en la Cinquena Simfonia; detall d'un retrat de WJ Mähler

La Cinquena Simfonia va tenir un llarg procés de desenvolupament, ja que Beethoven va elaborar primerament les idees musicals per a l'obra. Els primers esborranys de melodies i altres idees musicals daten de 1804 després de la finalització de la Tercera Simfonia. Beethoven va interrompre repetidament el seu treball a la Quinta per preparar altres composicions, incloent la primera versió de Fidelio, la sonata per a piano Appassionata, els tres quartets de corda Razumovsky, el Concert per a violí, el Quart Concert per a piano, la Quarta Simfonia i la Missa en Do. La preparació final de la Cinquena Simfonia, que va tenir lloc el 1807–1808, es va dur a terme paral·lelament a la Sisena Simfonia, que es va estrenar en el mateix concert.
Beethoven tenia trenta en aquest moment; en què la seva vida personal es va veure afectada per una sordesa creixent. En el món en general, el període va estar marcat per les guerres napoleòniques, l'agitació política a Àustria i l'ocupació de Viena per les tropes de Napoleó el 1805. La simfonia va ser escrita al seu allotjament a la Casa Pasqualati de Viena. El moviment final cita una cançó revolucionària de Claude Joseph Rouget de Lisle.

### Estrena
La Cinquena Simfonia es va estrenar el 22 de desembre de 1808 en un concert al Theater an der Wien de Viena que consistia íntegrament en estrenes de Beethoven, i estava dirigit pel mateix Beethoven. El concert va durar més de quatre hores. Les dues simfonies van aparèixer al programa en ordre invers: la sisena es va tocar primer i la cinquena va aparèixer a la segona meitat. El programa era el següent:
1. La Sisena Simfonia
2. Aria: Ah! perfido, Op. 65
3. El moviment Glòria de la missa en do major
4. El quart Concert per a piano (interpretat pel mateix Beethoven)
5. (entreacte)
6. La Cinquena Simfonia
7. Els moviments Sanctus i Benedictus de la missa en do major
8. Una improvisació per a piano solista interpretada per Beethoven
9. La fantasia coral

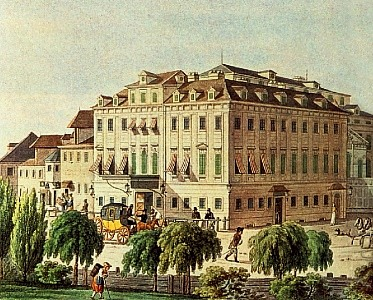
El Theater an der Wien tal com era a principis del

Beethoven va dedicar la Cinquena Simfonia a dos dels seus mecenes, el príncep Franz Joseph von Lobkowitz i el comte Razumovsky. La dedicatòria va aparèixer a la primera edició impresa d'abril de 1809.

### Recepció i influència
Hi va haver poca resposta crítica a l'actuació d'estrena, que va tenir lloc en condicions adverses. L'orquestra no va tocar bé —només havia fet un assaig abans del concert— i en un moment donat, arran d'un error d'un dels intèrprets de la Fantasia Coral, Beethoven va haver d'aturar la música i tornar a començar. L'auditori estava molt fred i el públic es va esgotar per la durada del programa. No obstant això, un any i mig després, la publicació de la partitura va donar lloc a una entusiasma crítica sense signar (en realitat pel crític musical ETA Hoffmann) a l'Allgemeine musikalische Zeitung. Va descriure la música amb imatges dramàtiques:
Uns raigs radiants travessen la nit profunda d'aquesta regió, i ens adonem d'ombres gegantines que, balancejant-se cap endavant i cap enrere, s'acosten vers nosaltres i destrueixen tot el nostre interior, excepte el dolor de l'enyorança interminable— un anhel en el qual cada plaer que s'aixeca en unes tonalitats en retirada que s'enfonsen i sucumbeixen, i només a través d'aquest dolor, que consumeix però no destrueix l'amor, l'esperança i l'alegria, intenta fer-nos esclatar el pit amb el conjunt d'harmonies plenes de veus de totes les nostres passions, vivim i estem captivats mirant dels esperits.
A banda dels elogis extravagants, Hoffmann va dedicar amb diferència la major part de la seva ressenya a una anàlisi detallada de la simfonia, per tal de mostrar als seus lectors els dispositius que Beethoven utilitzava per despertar afectes particulars en l'oient. En un assaig titulat "La música instrumental de Beethoven", recopilat a partir d'aquesta ressenya de 1810 i una altra de 1813 sobre l'op. 70 trios de corda, publicat en tres lliuraments el desembre de 1813, ETA Hoffmann va elogiar a més la "indescriptiblement profunda i magnífica simfonia en do menor":
Com aquesta meravellosa composició, en un clímax que s'enfila i s'enfila, condueix l'oient imperiosamente cap al món espiritual de l'infinit!... Sens dubte, el conjunt passa com una rapsòdia enginyosa per davant de molts homes, però l'ànima de cada oient reflexiu és sens dubte moguda, profundament i íntima, per un sentiment que no és altre que aquell indicible anhel portentós, i fins a l'acord final, de fet, fins i tot en els moments que el segueixen, no podrà sortir d'aquest meravellós regne espiritual on el dolor i l'alegria l'abracen en forma de so...
La simfonia va adquirir aviat el seu estatus com a element central del repertori orquestral. Es va tocar als concerts inaugurals de la Filharmònica de Nova York el 7 de desembre de 1842 i de l'Orquestra Simfònica Nacional [EUA] el 2 de novembre de 1931. Es va gravar per primera vegada per l'Orquestra Odeon amb Friedrich Kark el 1910. El Primer Moviment (interpretat per l'Orquestra Philharmonia) va aparèixer al Voyager Golden Record, un disc fonògraf que conté una mostra àmplia de les imatges, sons comuns, idiomes i música de la Terra, enviats a l'espai exterior a bord de les sondes Voyager el 1977. Pionera pel que fa al seu impacte tècnic i emocional, la Cinquena ha tingut una gran influència en compositors i crítics musicals, i ha inspirat el treball de compositors com Brahms, Txaikovski (en particular la seva 4a Simfonia), Bruckner, Mahler i Berlioz.
Des de la Segona Guerra Mundial, de vegades se l'anomena "Simfonia de la Victòria". "V" és casualment també el caràcter de numeració romana per al número cinc i la frase "V per la victòria" va esdevenir un lema de campanya dels Aliats de la Segona Guerra Mundial després que Winston Churchill comencés a utilitzar-la com a eslògan el 1940. La Simfonia de la Victòria de Beethoven va ser la seva cinquena, tot i que això és casual. Uns trenta anys després de l'escriptura d'aquesta peça, el ritme de la frase inicial –"dit-dit-dit-dah"– es va fer servir per identificar la lletra "V" en codi Morse, encara que això també és casual. Durant la Segona Guerra Mundial, la BBC va precedir les seves emissions als executius d'operacions especials (SOE) de tot el món amb aquestes quatre notes, tocades a la bateria. Això va ser a proposta de l'agent d'intel·ligència Courtenay Edward Stevens.

## Instrumentació
La simfonia està gravada per a la següent orquestra:
Vent de fusta
1 piccolo (només al quart moviment)
2 flautes
2 oboes
2 clarinets en Si♭ (primer, segon i tercer moviments) i Do (quart moviment)
2 fagots
1 contrafagot (només al quart moviment)
Metall
2 trompa en Mi♭ (primer i tercer moviments) i Do (segon i quart moviments)
2 trompetes en Do
3 trombons (alt, tenor i baix, només al quart moviment)
timbals (en Sol-Do)
Corda
violins I, II
violes
violoncels
contrabaixos

## Formulari
Una actuació típica sol durar entre 30 i 40 minuts. L'obra consta de quatre moviments:
1. Allegro con brio (Do menor)
2. Andante con moto (La bemoll major)
3. Scherzo: Allegro (Do menor)
4. Allegro – Presto (Do major)

### I. Allegro con brio
| Primer moviment: Allegro con brio                    |
|                                                      |
| Per la Fulda Symphony Orchestra, cortesia de Musopen |
|                                                      |

El primer moviment s'obre amb el motiu de quatre notes comentat anteriorment, un dels motius més famosos de la música occidental. Hi ha un debat considerable entre els directors sobre la manera de tocar els quatre compassos inicials. Alguns directors ho prenen amb un temps allegro estricte; d'altres prenen la llibertat de fer un tractament pesat, interpretant el motiu amb un tempo molt més lent i majestuós; no obstant això, altres prenen el motiu molto ritardando (un alentiment pronunciat a través de cada frase de quatre notes), argumentant que la fermata sobre la quarta nota justifica. Alguns crítics i músics consideren crucial transmetre l'esperit de [pausa]i-dos-i- un, tal com està escrit, i consideren que el més habitual un-dos-tres- quatre és enganyós. El crític Michael Steinberg va afirmar que amb el "ta-ta-ta-Taaa", de Beethoven comença amb vuit notes". Assenyala que "rimen, quatre més quatre, i cada grup de quatre consta de tres notes ràpides més una que és més baixa i molt més llarga". A més, l'"...espai entre els dos grups de rima és mínim, aproximadament una setena part de segon si anem per la marca del metrònom de Beethoven".
A més, "Beethoven aclareix la forma allargant la segona de les notes llargues. Aquest allargament, que va ser una idea posterior, equival a escriure un signe de puntuació més fort. A mesura que avança la música, podem sentir en la melodia del segon tema, per exemple (o més endavant, en les parelles d'acords antifonals de vent-fusta i corda (és a dir, acords que alternen entre instruments de vent-fusta i de corda)), que la connexió constantment invocada entre les dues unitats de quatre notes és crucial per al moviment". Steinberg afirma que la "... font de l'energia incomparable de Beethoven... està en la seva escriptura de frases llargues i paràgrafs amplis que articulen les superfícies amb una activitat emocionant". De fet, "...el doble 'ta-ta-ta-Taaa' és un començament obert, no una unitat tancada i autosuficient (la incomprensió d'aquesta obertura es va alimentar d'una tradició d'actuació del segle xix en la qual el primer cinc compassos es van llegir com un exordi lent i portentós, el tempo principal es va atacar només després de la segona presa.)" Apunta que "l'obertura [és] tan dramàtica" a causa de la "violència del contrast entre la urgència en les corxeres i la nefasta congelació del moviment en les notes llargues no mesurades". Afirma que "...la música comença amb un esclat d'energia salvatge però immediatament xoca contra una paret".
Steinberg també afirma que "...[segons] després, Beethoven ens sacseja amb una altra aturada tan sobtada. La música arriba a mitja cadència en un acord de sol major, breu i nítid a tota l'orquestra, excepte en els primers violins, que s'aferren al seu sol agut durant un període sense mesura. El moviment cap endavant es reprèn amb un cop implacable de corxeres."
El primer moviment és en la forma tradicional de sonata que Beethoven va heretar dels seus predecessors clàssics, com Haydn i Mozart (en què les idees principals que s'introdueixen a les primeres pàgines experimenten un elaborat desenvolupament a través de moltes claus, amb un retorn dramàtic a l'inici). secció —la recapitulació— aproximadament de tres quartes parts del recorregut). Comença amb dues frases fortissimo dramàtiques, el famós motiu, que crida l'atenció de l'oient. Després dels quatre primers compassos, Beethoven utilitza imitacions i seqüències per ampliar el tema, que cauen les unes sobre les altres amb tanta regularitat rítmica que semblen formar una única melodia fluida. Poc després té lloc un pont fortissimo molt curt, abans que s'introdueixi un segon tema. Aquest segon tema està en mi ♭ major, el relatiu major, i és més líric, escrit per piano i amb el motiu de quatre notes a l'acompanyament de corda. La coda es basa de nou en el motiu de quatre notes. A continuació hi ha la secció de desenvolupament, inclòs el pont. Durant la recapitulació, hi ha un breu passatge en solitari per a oboè en estil quasi improvisat, i el moviment acaba amb una coda massiva.

### II. Andante con moto
| Segon moviment: Andante con moto                     |
|                                                      |
| Per la Fulda Symphony Orchestra, cortesia de Musopen |
|                                                      |

El segon moviment, en La ♭ major, la tonalitat subdominant de la tonalitat relativa de Do menor (E ♭ major), és una obra lírica en forma de doble variació, la qual cosa significa que es presenten i varien alternant dos temes. Seguint les variacions hi ha una llarga coda.
El moviment s'obre amb un anunci del seu tema, una melodia a l'uníson de violes i violoncels, amb acompanyament del contrabaix. Aviat segueix un segon tema, amb una harmonia aconseguida amb clarinets, fagots i violins, amb un arpegi triplet a les violes i el baix. Es reafirma una variació del primer tema. A continuació, un tercer tema, notes de trenta segons amb les violes i els violoncels amb una contrafrase amb la flauta, l'oboè i el fagot. Després d'un interludi, tota l'orquestra participa en un fortissimo, que condueix a una sèrie de crescendos i una coda per tancar el moviment. [21]

### III. Scherzo: Allegro
| Tercer moviment: Allegro                             |
|                                                      |
| Per la Fulda Symphony Orchestra, cortesia de Musopen |
|                                                      |

El tercer moviment és en forma ternària, i està format per un scherzo i un trio. Si bé la majoria de les simfonies anteriors a l'època de Beethoven utilitzaven un minuet i un trio com a tercer moviment, Beethoven va optar per utilitzar la forma més nova de scherzo i trio.
El moviment torna a la tonalitat inicial de do menor i comença amb aquest tema, interpretat pels violoncels i contrabaix:
El tema inicial genera com a resposta un tema contrastat interpretat pels vents, i aquesta seqüència es repeteix. Aleshores, les trompes anuncien en veu alta el tema principal del moviment, i la música procedeix d'allà. La secció del trio és en do major i està escrita amb una textura contrapuntística. Quan l'scherzo torna per darrera vegada, és interpretat per les cordes pizzicato i molt pausadament. "El scherzo ofereix contrastos una mica similars als del moviment lent [Andante con moto] ja que deriven de la diferència extrema de caràcter entre scherzo i trio... Aleshores, l'scherzo contrasta aquesta figura amb el famós "lema" (3 + 1) del primer moviment, que gradualment pren el comandament de tot el moviment." El tercer moviment també destaca per la seva transició al quart moviment, que es considera una de les transicions musicals més grans de tots els temps.

### IV. Allegro
| Quart moviment: Allegro                              |
|                                                      |
| Per la Fulda Symphony Orchestra, cortesia de Musopen |
|                                                      |

El quart moviment comença sense pausa des de la transició. La música ressona en do major, una elecció poc habitual del compositor, ja que s'espera que una simfonia que comença en do menor acabi en aquesta tonalitat. En paraules de Beethoven:
Molts afirmen que cada peça menor ha d'acabar en menor. Ho nego!... L'alegria segueix la tristesa, el sol— la pluja.
El final triomfant i estimulant està escrit en una variant inusual de forma de sonata: al final de la secció de desenvolupament, la música s'atura en una cadència dominant, es reprodueix fortissimo i continua després d'una pausa amb una repetició tranquil·la del "tema de trompa" del moviment scherzo. La recapitulació s'introdueix aleshores per un crescendo que surt dels darrers compassos de la secció de scherzo interpolada, tal com es va introduir la mateixa música a l'obertura del moviment. La interrupció del final amb material del tercer moviment de "dansa" va ser iniciada per Haydn, que havia fet el mateix en la seva Simfonia núm. 46 en Si, de 1772. Es desconeix si Beethoven estava familiaritzat amb aquesta obra o no.
El final de la Cinquena Simfonia inclou una coda molt llarga, en la qual els temes principals del moviment es toquen en forma temporalment comprimida. Cap al final s'augmenta el tempo a presto. La simfonia acaba amb 29 compassos d'acords en do major, interpretats fortissimo. A The Classical Style, Charles Rosen suggereix que aquest final reflecteix el sentit de les proporcions de Beethoven: la cadència de Do major pur "increïblement llarga" és necessària "per fonamentar la tensió extrema d'aquesta obra immensa".
S'ha demostrat que aquesta llarga seqüència d'acords eren un patró que Beethoven va agafar en préstec del compositor italià Luigi Cherubini, el músic contemporani al qual Beethoven "estimava més". Cherubini va passar gran part de la seva vida a França i va utilitzar aquest patró constantment per tancar les seves obertures, i Beethoven ho coneixia bé. El final de la seva famosa simfonia repeteix gairebé nota per nota i pausa per pausa la conclusió de l'obertura de Cherubini a la seva òpera Eliza, composta el 1794 i presentada a Viena el 1803.

## Influències
El musicòleg del segle xix Gustav Nottebohm va assenyalar per primera vegada que el tema del tercer moviment té la mateixa seqüència d'intervals que el tema inicial del moviment final de la famosa Simfonia núm. 40 en sol menor de Mozart, K. 550. Aquí hi ha les vuit primeres notes del tema de Mozart:
Tot i que aquestes semblances de vegades es produeixen per casualitat, és poc probable que això sigui així en aquest cas. Nottebohm va descobrir la semblança quan va examinar un quadern de dibuix utilitzat per Beethoven per compondre la Cinquena Simfonia: aquí apareixen 29 compassos del final de Mozart, copiats per Beethoven. 

## Adaptacions i usos en la cultura popular
La Cinquena s'ha adaptat moltes vegades a altres gèneres, inclosos els exemples següents:
- Franz Liszt el va arranjar per a un solo de piano a les seves, S. 464.
- La versió de "Roll Over Beethoven" de l'Electric Light Orchestra incorpora el motiu i els elements del primer moviment en una cançó clàssica de rock and roll de Chuck Berry.[29]
- Fantasia 2000 inclou una versió de tres minuts del primer moviment com a primer segment.[30]
- Una adaptació apareix com a tema musical del programa de televisió Judge Judy des de la seva novena temporada el 2004.[31]
- Hi ha un arranjament disco com "A Fifth of Beethoven" de Walter Murphy a la banda sonora de la pel·lícula de videodansa de 1977 Saturday Night Fever.
- La telenovela brasilera Quanto Mais Vida, Melhor! fa una versió variada de la composició en el tema d'obertura, explorant diferents ritmes com la samba, la música clàssica, el pop i el rock.[32]